# گورستان کلک لی
گورستان کلک لی مربوط به هزاره اول قبل از میلاد است و در شهرستان نمین، بخش مرکزی، روستای بویاقچلو واقع شده و این اثر در تاریخ ۱۴ مرداد ۱۳۸۲ با شمارهٔ ثبت ۹۴۵۷ به‌عنوان یکی از آثار ملی ایران به ثبت رسیده است.